# ساموئل کوپر
ساموئل کوپر (انگلیسی: Samuel Cooper؛ ۱۲ ژوئن ۱۷۹۸ – ۳ دسامبر ۱۸۷۶) یک فرد نظامی اهل ایالات متحده آمریکا بود.